# Sigchos (plaats)
Sigchos is een parochie (parroquia) in Ecuador in het kanton Sigchos dat op een hoogte van ongeveer 2700 meter ligt. Er zijn enkele hotels en vier middelbare scholen.
Op zondag is er een markt met verse etenswaren, kruidenierswaren, kleren en huishoudelijke producten.
Vanaf Sigchos vertrekken er relatief veel bussen naar Latacunga en Quito, zeker in verhouding tot de omliggende dorpen.
Vanaf Sígchos kan men in twee uur lopen naar Isinliví of Chugchilan. Dit is een route langs een vallei met uitzicht op de krater van Quilotoa als het weer het toelaat.

## Klimaat
Het klimaat is enigszins anders dan elders in Ecuador. In de ochtend is het altijd helder, tot een uur of één. Dan begint bewolking binnen te drijven, voortkomend uit de kust. Meestal volgt een klein regenbui, met een korte opklaring rond 6 uur. Om 6 uur is het donker geworden.